# Hội chứng Rett

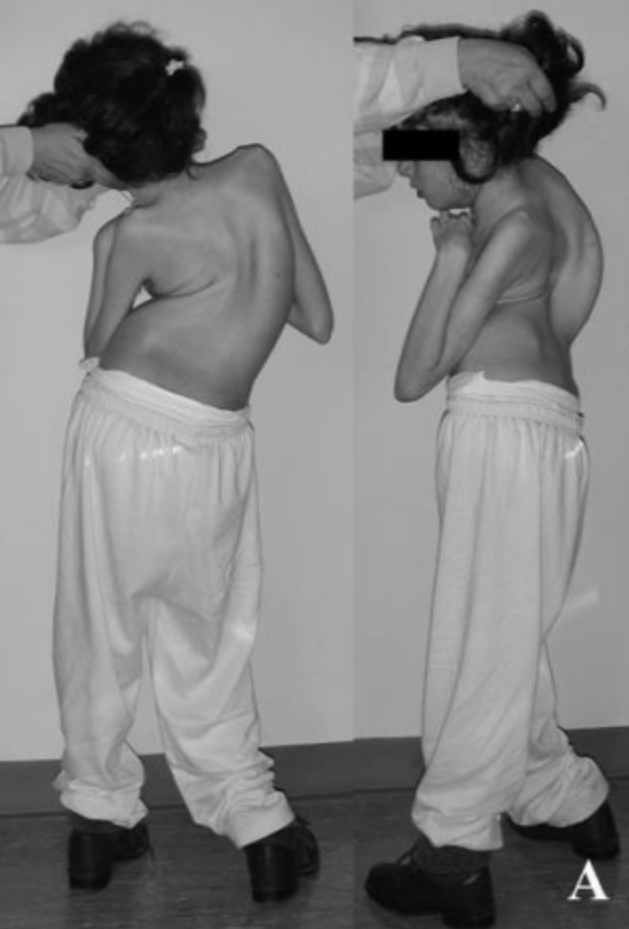
Biểu hiện bên ngoài của một bệnh nhi nữ 15 tuổi mắc RTT.

Hội chứng Rett (Rett syndrome, viết tắt: RTT) là một rối loạn não di truyền, thường biểu hiện rõ ràng ở bé gái 6 đến 18 tháng tuổi. Các triệu chứng bao gồm các vấn đề với ngôn ngữ, phối hợp và các chuyển động lặp đi lặp lại. Thường có sự tăng trưởng chậm hơn, vấn đề đi bộ và kích thước đầu nhỏ hơn. Các biến chứng có thể bao gồm co giật, vẹo cột sống và khó ngủ. Những người bị bệnh này tuy nhiên có thể bị ảnh hưởng ở các mức độ khác nhau.
Hội chứng Rett là do đột biến gen của gen MECP2. Gen đột biến này là gen trội định vị tại vùng không tương đồng của nhiễm sắc thể X, nên sẽ kế thừa theo phương thức di truyền gen trội liên kết X. Thông thường, nó phát triển như một đột biến mới, với ít hơn 1 phần trăm các trường hợp được thừa hưởng từ cha mẹ của người bệnh. Nó xảy ra gần như độc quyền ở các bé gái. Những bé trai có đột biến tương tự thường chết ngay sau khi sinh. Chẩn đoán dựa trên các triệu chứng và có thể được xác nhận bằng xét nghiệm di truyền.
Hiện tại không có cách chữa trị cho hội chứng Rett. Điều trị được hướng vào việc cải thiện các triệu chứng. Thuốc chống co giật có thể được sử dụng để giúp đỡ co giật. Giáo dục đặc biệt, vật lý trị liệu và niềng răng cũng có thể hữu ích. Nhiều người có điều kiện sống đến tuổi trung niên.
Tình trạng ảnh hưởng đến khoảng 1 trên 8.500 nữ giới. Andreas Rett, một bác sĩ nhi khoa ở Vienna, lần đầu tiên mô tả tình trạng này vào năm 1966. Vì các tác phẩm của ông viết bằng tiếng Đức, chúng không được biết đến rộng rãi trong thế giới nói tiếng Anh. Bengt Hagberg, một bác sĩ nhi khoa người Thụy Điển, đã xuất bản một bài báo tiếng Anh vào năm 1983 và đặt tên cho tình trạng này theo bác sĩ Rett. Năm 1999, bác sĩ người Mỹ gốc Lebanon Huda Zoghbi đã phát hiện ra đột biến gene gây ra tình trạng này.